# Sumi Jo
Sumi Jo (* 22. November 1962 in Seoul als Jo Su-gyeong) ist eine südkoreanische Sopranistin. Jo gilt als erste asiatische Opernsängerin, der eine weltweite Karriere gelang.

## Leben
Sie studierte von 1981 bis 1983 an der Seoul National University und von 1983 bis 1986 an der Accademia Nazionale di Santa Cecilia in Rom. 1986 debütierte sie als Gilda in Verdis Rigoletto. 1989 sollte sie unter Herbert von Karajan den Pagen Oscar in Un ballo in maschera bei den Salzburger Festspielen singen. Aufgrund von Karajans Tod während der Probenphase sang sie die Partie dann dort unter Georg Solti; eine Aufnahme unter Karajan wurde schon vorher fertiggestellt.
Seither singt sie vor allem Koloratursopran-Partien auf den großen Opernbühnen der Welt. Für die Aufnahme der Oper Die Frau ohne Schatten erhielt sie 1992 einen Grammy in der Kategorie „Best Opera Recording“.
Sie hatte einen Cameo-Auftritt in der südkoreanischen Dramaserie Dream High (2011). Bei der Abschlussfeier der Olympischen Winterspiele 2014 in Sotschi sang sie eine klassische Version des koreanischen Volksliedes Arirang. Im 2015 erschienenen Film Ewige Jugend von Paolo Sorrentino spielte sie sich selbst. Der von ihr eingesungene Song Simple Song Number 3 erhielt eine Oscar-Nominierung.

## Auszeichnungen
- 2014 ECHO Klassik in der Kategorie „Operneinspielung des Jahres“ mit Cecilia Bartoli unter der Leitung von Giovanni Antonini für die Einspielung von Vincenzo Bellinis Oper Norma.[3]